# Urdolmen im Everstorfer Forst
Die Urdolmen im Everstorfer Forst bei Grevesmühlen in Mecklenburg-Vorpommern sind die größte, eng benachbarte Gruppe von Anlagen dieses Typs von dem hier 1966 und 67 durch Ewald Schuldt sechs Anlagen ausgegraben und vier restauriert wurden. Einige tragen Sprockhoff-Nrn., so die Urdolmen 305, 306 und 309. Drei der sechs tragen keine Spr.-Nr., zwei von ihnen wurden auch nicht restauriert. Sie entstanden zwischen 3500 und 2800 v. Chr. als Megalithanlage der Trichterbecherkultur (TBK). „Neolithische Monumente sind Ausdruck der Kultur und Ideologie jungsteinzeitlicher Gesellschaften. Ihre Entstehung und Funktion gelten als Kennzeichen der sozialen Entwicklung“.

## Kontext
Die insgesamt 15 Großsteingräber (ein Ganggrab, ein Großdolmen, eine unbestimmbare Anlage, drei erweiterte Dolmen und neun Urdolmen) bei Barendorf teilen sich in die südliche Gruppe bestehend aus fünf Anlagen, die an der B 105 liegen und zehn der nördlichen Gruppe, die sich an der Straße von Hoikendorf nach Grevesmühlen, nördlich von Barendorf befinden. Acht Megalithanlagen liegen dort in einer etwa 300 m langen ost-west orientierten Reihe.

## Urdolmen 2 (nach Schuldt / Spr.-Nr. 309)

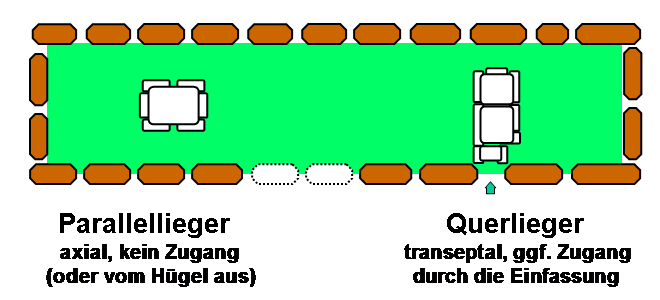
Schema Parallellieger / Querlieger

Die etwa 1,1 m hohe, 2,0 m lange und 0,8 m breite Kammer liegt als „Querlieger“ im westlichen Teil des mindestens 45 m langen und 5,5 m breiten rechteckigen ost-west orientierten Hünenbettes. ⊙ Sie besteht aus zwei block- und einem pallenartigen Tragsteinen. Der Deckstein der Kammer fehlt, der über dem Gangbereich ist erhalten.
Unter den Anlagen der Nordgruppe hat dieses Hünenbett von dem einer der Wächtersteine erhalten ist, die größte Länge. Wobei ein Ende und mehrere Blöcke der Einfassung fehlen. Die Kammer hat einen schräg angesetzten Gang (was bei Urdolmen selten ist) aus plattigem Material. Es gibt hingegen eine sehr kleine Zahl von Dolmen, die als ganzes schräg im Hünenbett liegen. Die Diele besteht aus Rotsandsteinplatten, geglühtem Feuerstein und Lehmestrich. Neben menschlichen Knochen (darunter ein Schädel) wurde eine Kragenflasche gefunden.

## Urdolmen 4 (nach Schuldt / ohne Spr.-Nr.)
Der eingetiefte Urdolmen wurde erst bei den Ausgrabungen im Jahre 1966 unter einem flachen Erdhügel entdeckt, deswegen hatte er keine Spr.-Nr. Die etwa 0,8 m hohe, 2,4 m lange und 0,8 m breite ganglose Kammer ist nord-süd orientiert. Der Deckstein scheint durch eine Sprengung oder Spaltung, in zwei Teile zerbrochen zu sein. Außer fünf Scherben, die einer Nachnutzung durch die Einzelgrabkultur zuzuordnen waren, und zwei Pfeilspitzen wurden keine Funde gemacht. Der einzige eingetieft liegende Dolmen der Schuldtschen Ausgrabungsserie liegt etwa 30 m entfernt vom Hünenbett mit der Spr.-Nr. 306. ⊙

## Urdolmen 5 (nach Schuldt / Spr.-Nr. 306)
Die von Osten gesehen dritte Anlage befindet sich 30 m von Nummer Spr.-Nr. 305 entfernt. Die etwa 1,0 m hohe, 1,9 m lange und 0,9 m breite ganglose Kammer liegt als „Parallellieger“ am östlichen Ende eines etwa 16 m langen und 3,5 – 4,0 m breiten, nach Schuldt rechteckigen ost-west orientierten Hünenbettes. Die Diele besteht aus geglühtem Feuerstein. Außer 12 Scherben wurden keine Funde gemacht. ⊙

## Urdolmen 7 (nach Schuldt / Spr.-Nr. 305)

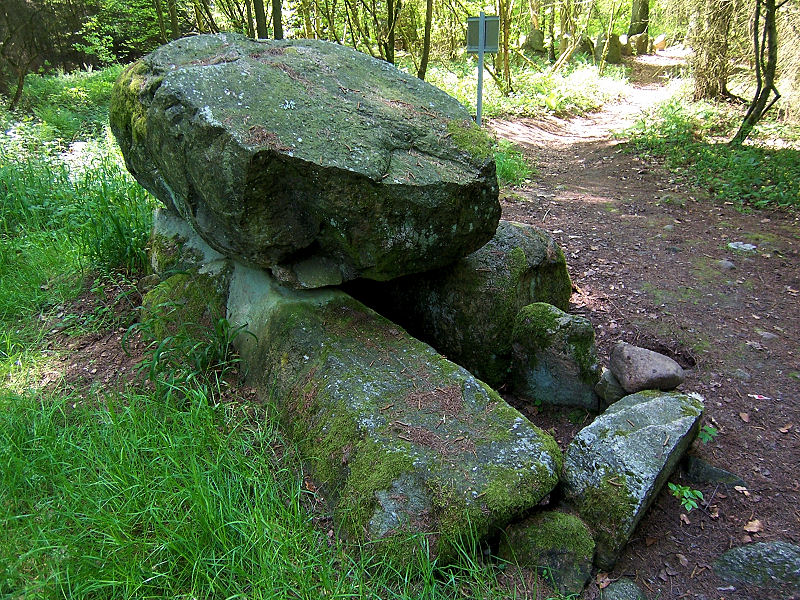
Urdolmen „Everstorf Nord 2“ (Nr. 305)

Der eingetiefte, zu E. Sprockhoffs Zeiten noch in einem runden Rollsteinhügel liegende ganglose Urdolmen mit der Spr.-Nr: 305 besteht aus einer 1,0 m hohen, 2,2 m langen und 0,8 m breiten ganglosen Kammer, auf der ein verhältnismäßig dicker Deckstein ruht. Die Kammer hat auf der Ostseite einen langen Tragstein, auf der Westseite einen längeren und einen kurzen. Der Endstein im Süden ist ein Findling, der im Norden eine kleine Platte. Der Deckstein bedeckt nicht die ganze Kammer. Vermutlich lag hier ein zweiter kleinerer Deckstein auf, der als Einstiegsöffnung von oben diente. Die Diele besteht aus geglühtem Feuerstein. Es wurden keine Funde gemacht. ⊙

## Urdolmen 9 (nach Schuldt / ohne Spr.-Nr.)
Der nord-süd orientierte Urdolmen als Querlieger im Rollsteinhügel hat eine etwa 1,0 m hohe, 1,8 m lange und 0,8 m breite, rechteckige Kammer aus sechs Tragsteinen. Von der Einfassung sind acht Steine erhalten, 25 fehlen. Der einzige übergroße Deckstein hat zahlreiche Schälchen. Die Diele besteht aus Rotsandsteinplatten, geglühtem Feuerstein und Lehmestrich. Außer einem Hohlmeißel wurden keine Funde gemacht.

## Urdolmen 10 (nach Schuldt / ohne Spr.-Nr.)
Der nord-süd orientierte Urdolmen liegt als Parallellieger im rechteckigen Hünenbett. Er hat eine etwa 1,0 m hohe, 2,0 m lange und 0,9 m breite Kammer. Die Diele besteht aus Rotsandsteinplatten. Außer 10 Scherben, die einer Nachnutzung durch die Einzelgrabkultur zuzuordnen waren, und einer Pfeilspitze wurden keine Funde gemacht.